# Google Shopping
Google Shopping (voorheen bekend als Google Product Search en Froogle) is een van de diensten aangeboden door Google voor het zoeken van online producten. Het zoekt door verschillende winkels naar het product dat gezocht wordt en vergelijkt de resultaten, en dus ook de prijzen. De naam Froogle komt van het woord frugal, wat "zuinig" betekent. In 2007 is de benaming 'Froogle' veranderd naar 'Google Product Search' om meer aan te sluiten met de andere diensten die Google aanbiedt. Later werd deze naam veranderd in Google Shopping.
De zoekresultaten kunnen geordend worden volgens relevantie, of volgens de prijs. Men kan ook zoeken naar producten in een specifieke webwinkel. 
De Verordening digitale diensten beschouwt Google Shopping als een zeer groot onlineplatform, en legt bijhorende verplichtingen op.